# Bal Tabarin
Bal Tabarin byl pařížský kabaret nacházející se na adrese 36, Rue Victor-Massé v 9. obvodu na úpatí Montmartru. Kabaret fungoval v letech 1904–1953, poté byl v roce 1966 zbořen.

## Historie
V roce 1904 založil skladatel a dirigent Auguste Bosc kabaret, který byl postaven na místě provizorních chatrčí poblíž kabaretu Les Tréteaux de Tabarin. Kabaret měl velký úspěch a v roce 1915, kdy vyhořel Moulin-Rouge, zde Bosc provozoval francouzský kankán. V roce 1921 byl Moulin-Rouge obnoven a zájem opadl.
V roce 1923 byl na příkaz předsedy rady ministrů Raymonda Poincarého Bal Tabarin dočasně uzavřen z důvodu diskriminace poté, co byl africký advokát Kojo Tovalou Houénou vyveden z podniku po rasistickém incidentu.
V roce 1928 Bosc prodal provozovnu Pierru Sandrinimu, uměleckému řediteli Moulin-Rouge a jeho spolupracovníkovi Pierru Duboutovi. Ti sál zcela přestavěli, odstranili secesní výzdobu a nainstalovali zde strojní zařízení, které umožnilo vyvézt kulisy ze sklepa do sálu.
Během okupace v letech 1940 až 1944 byl podnik velmi oblíbený u německých důstojníků.
V roce 1949 podnik koupili bratři Clericové, majitelé Moulin-Rouge, kteří však o něj ztratili zájem. V roce 1953 byl podnik uzavřen a v roce 1966 byl na jeho místě postaven bytový dům a supermarket (nyní prodejna hudebních nástrojů).
V podniku vystoupili mimo jiné kytarista Django Reinhardt nebo zpěvačka Damia.